# Зеркальные солнечники
Зеркальные солнечники, или зенопсы (лат. Zenopsis), — род лучепёрых рыб из семейства солнечниковых (Zeidae). Существует четыре современных вида, но известны также ископаемые виды, относящиеся к эпохе раннего олигоцена. Они похожи на более известного обыкновенного солнечника и обычно держатся на относительно большой глубине, ниже нормальной глубины погружения аквалангистов.
Тело овальное, сильно сжатое с боков, лишено чешуи. Рот довольно большой; верхняя челюсть выдвижная. Мелкие зубы на челюстях и сошнике; небные зубы отсутствуют. Некоторые кости головы и плечевого пояса вооружены шипами. Ряды костных колючих пластинок вдоль боков брюха и вдоль оснований обоих спинных и анального плавников; каждая пластинка вооружена сильным шипом с радиально исчерченным основанием. Жаберные тычинки короткие. Колючие лучи спинного плавника очень сильные; их обычно около 10, некоторые из них имеют нитевидную верхушку. В анальном плавнике 3 колючих луча. Брюшные плавники довольно длинные. 

## Виды
В состав рода включают четыре современных вида:
- Zenopsis conchifer (Lowe, 1852) — Серебристый солнечник
- Zenopsis nebulosa (Temminck & Schlegel, 1845) — Зеркальный солнечник
- Zenopsis oblongus Parin, 1989
- Zenopsis stabilispinosa Nakabo, D. J. Bray & Yamada, 2006[4]